# Mathias Hansen Saether
Mathias Nicolaus Hansen Saether, né le 21 octobre 1848 et mort le 7 janvier 1957, est un centenaire norvégien reconnu comme ayant été, à sa mort, le Norvégien le plus âgé connu de tous les temps, ainsi que la personne la plus âgée du monde, reconnue comme le doyen de l'humanité entre le 16 décembre 1956 et la date de son décès.

## Biographie
Mathias Nicolaus Hansen Saether est né à Saeter, relevant du district d'Ostre Toten, dans le comté d'Oppland, au sein de la région d'Östlandet, en Norvège, le 21 octobre 1848.
Mathias Hansen Saether est décédé à Horten, commune du comté de Vestfold, dans la région d'Östlandet, en Norvège, le 7 janvier 1957, à l'âge de 108 ans et 78 jours.

## Records de longévité
Mathias Hansen Saether est devenu la personne la plus âgée de Norvège après le décès de Karen Thorsen, le 17 août 1954.  Après sa mort, Vilhelmine Olsen, âgée de 106 ans, est devenue la personne la plus âgée de Norvège, puis Jan Kip est devenu la personne la plus âgée d'Europe. Au moment de sa mort, il était le neuvième homme le plus âgé de tous les temps, ainsi que la personne vivante la plus âgée du monde pendant 22 jours, succédant à Jennie Howell, décédée le 16 décembre 1956.